# Папанино
Папанино (мар. Папанин) — деревня в Моркинском районе Республики Марий Эл. Входит в состав Октябрьского сельского поселения.

## География
Находится в юго-восточной части республики Марий Эл на расстоянии приблизительно 26 км по прямой на юго-запад от районного центра посёлка Морки.

## История
Основана в 1937 году Д. А. Алексеевым, жителем деревни Шереганово. Первоначальное название было Шорганьял. Настоящее название принято по названию местной сельхозартели, названной в честь советских полярников. В 1949—1951 годах в деревне насчитывалось 22 хозяйства и 93 человека, в 1959 году 108 жителей, большинство мари. В 1960 году в деревне находилось 28 дворов, в 2004 году 4 дома. В советское время работали сельхозартель «Папанино», артель «Красная Звезда», колхозы «За мир» и «Рассвет».

## Население
Население составляло 7 человек (мари 100 %) в 2002 году, 2 в 2010.